# Lomira (Wisconsin)
Lomira es una villa ubicada en el condado de Dodge en el estado estadounidense de Wisconsin. En el Censo de 2010 tenía una población de 2.430 habitantes y una densidad poblacional de 461,5 personas por km².

## Geografía
Lomira se encuentra ubicada en las coordenadas 43°35′39″N 88°26′36″O / 43.59417, -88.44333. Según la Oficina del Censo de los Estados Unidos, Lomira tiene una superficie total de 5.27 km², de la cual 5.23 km² corresponden a tierra firme y (0.74%) 0.04 km² es agua.

## Demografía
Según el censo de 2010, había 2.430 personas residiendo en Lomira. La densidad de población era de 461,5 hab./km². De los 2.430 habitantes, Lomira estaba compuesto por el 95.23% blancos, el 0.7% eran afroamericanos, el 0.53% eran amerindios, el 0.29% eran asiáticos, el 0% eran isleños del Pacífico, el 1.69% eran de otras razas y el 1.56% pertenecían a dos o más razas. Del total de la población el 4.57% eran hispanos o latinos de cualquier raza.